# کوین آلویس
کوین آلویس (انگلیسی: Kevin Alves؛ زادهٔ ۱۹ اکتبر ۱۹۹۱) بازیگر، و اسکیت‌باز نمایشی اهل برزیل است.
از فیلم‌ها یا برنامه‌های تلویزیونی که وی در آن نقش داشته‌است می‌توان به چگونه یک پسر بهتر بسازیم، ژاکت زردها اشاره کرد.